# 田连元
田连元（1941年12月16日—），原名田长庚，祖籍河北省盐山县，生于吉林省长春市，中国评书表演艺术家。

## 简历
出身说书世家。1959年末入本溪市曲艺团，文革时到桓仁县插队，1972年调回本溪市歌舞团。1985年，在辽宁电视台录制《杨家将》，成为把评书引入电视的第一人。1990年代，为中国中央电视台录长书《水浒》、《小八义》、《镜花缘》、《包公案》等。2007年9月1日，田连元收台湾演员叶怡均为徒。现为辽宁省曲艺家协会主席；中国艺术研究院中华说唱艺术中心常务理事；中国曲艺家协会会员；辽宁省人大代表；辽宁省政协委员；本溪市副局级艺术研究员；本溪市文联副主席；本溪市歌舞团名誉团长；国家一级演员。为鼎视传媒录制了《大话成语》栏目，深受广大观众的喜欢。
2014年5月28日20时50分左右，田连元从北京回辽宁沈阳途中在沈阳浑河桥北侧皇朝万鑫交通岗南100米左右路段遭遇车祸，与一辆逆行的越野车相撞。事发时田连元坐在驾驶右侧，司机是他的小儿子田昱。田连元在车祸事件中受重伤，而他的小儿子当场身亡。事后警方经过调查认定，与田连元所乘车辆相撞的越野车司机赵某醉酒驾驶，超速逆行，且在肇事后逃逸，故承担事故全部责任，并因交通肇事罪被判处有期徒刑三年。田连元本人在伤愈后参与拍摄了一则公益广告，以自身经历呼吁人们拒绝酒驾。

## 家庭
田连元妻子是同为评书表演艺术家的刘彩琴，育有两子一女。

## 评书作品
作品 - 集数 - 备注
- 杨家将系列
  - 《杨家将》	102	鸿达已出版电台原版
  - 《杨家将》	150	电视版
- 隋唐系列
  - 《瓦岗寨》	120	电视版
  - 《隋唐演义》（上、下）140	电视版
  - 《隋唐演义》	230	电台原版
  - 《隋唐英雄传-秦琼别传》 10	动画评书
  - 《隋唐英雄传-程咬金外传》5	动画评书
  - 《隋唐英雄传-罗成别传》 10	动画评书
  - 《隋唐英雄传-李元霸别传》10	动画评书
- 包公案系列
  - 《包公案》	120	电台原版
  - 《包公案》	100	电视版
  - 《包公案》	90	电台新版
  - 《三侠五义》	100	电台版
- 水浒传系列
  - 《水浒传》	328	鸿达已出版电台原版
  - 《水浒人物传》    180	电视版
- 小八义系列
  - 《小八义》（上）	140	电视版
  - 《小八义》（下）	100	电视版
  - 《续小八义》	100	电视版
- 施公案系列
  - 《施公案》	120	老电视版
  - 《施公案》	120	电视版
  - 《施公案》        180     2019年新版电视评书
  - 《双镖记》	100	电视版
- 《刘秀传》	70	鸿达已出版电台原版
- 《楚汉争雄》	103	电视版
- 《孙膑演义》	12	有同名书籍版出版电台原版
- 《海青天》	35	鸿达已出版电台原版
- 《镜花缘》	30	电视版
- 《书剑恩仇录》	202	电台版
- 《大话成语》	300	电视版
- 近现代题材
  - 《津门传奇》	100	电视版
  - 《血溅津门》      40	电台原版
  - 《在彭总身边》	12	电台原版
  - 《徐海东将军传》	25	电台原版
  - 《为信仰奋斗的人们》30	电视版
  - 《辽沈战役》      30	电视版
  - 《欧阳海之歌》	40	电台原版
  - 《遵义会议记事》	26	电台原版
  - 《舍命王传奇》	17	电台原版
  - 《领航中国》	33	纪念建党90周年（与张少佐合作）
  - 《话说党史》	100	 电台原版